# Beatrice d’Este
För den ungerska drottningen, se Beatrice d'Este (ungersk drottning).

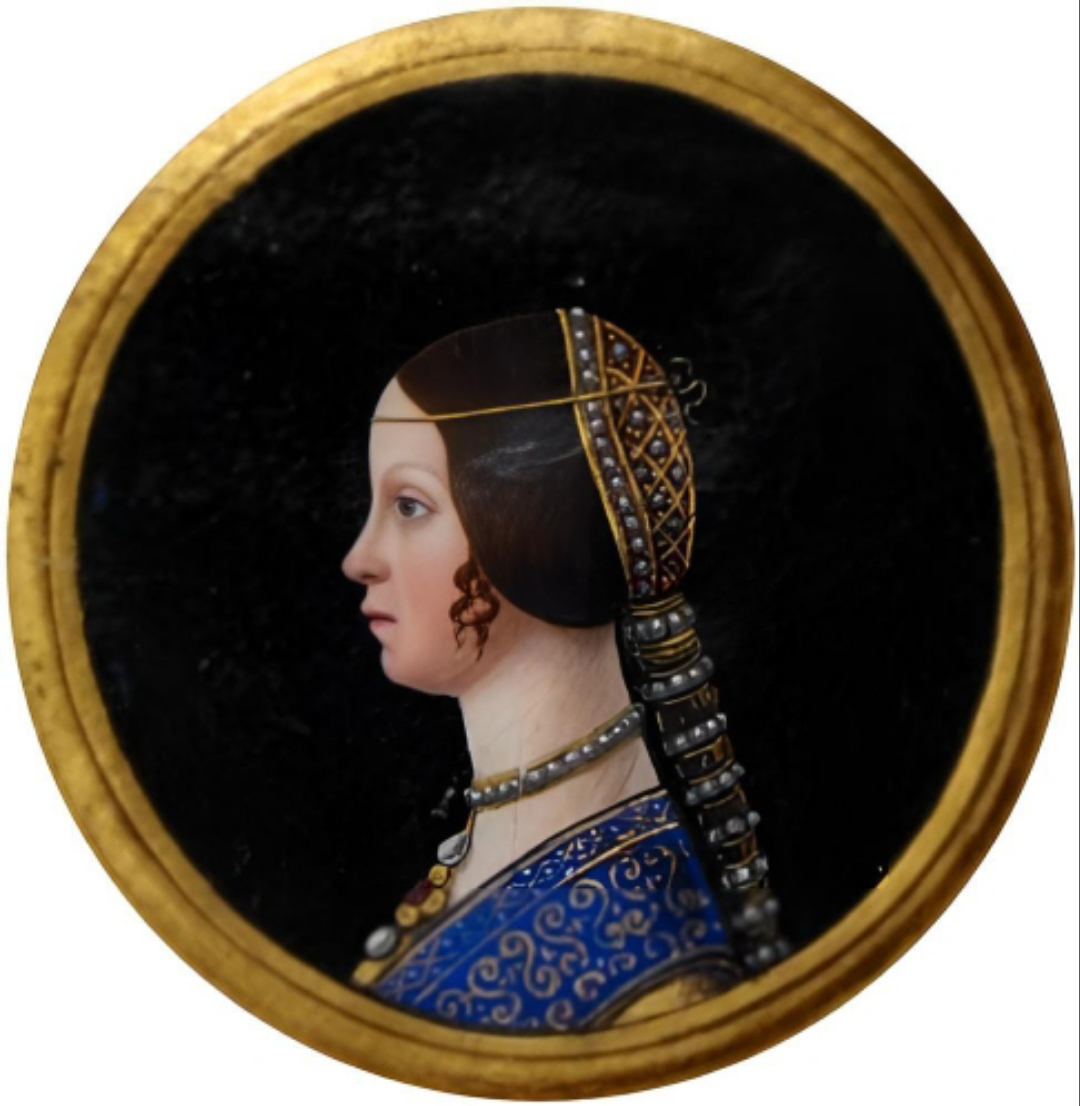
Beatrice d'Este

Beatrice d’Este, född 29 juni 1475 i Florens, död 2 januari 1497 i Milano, var en italiensk adelsdam (hertiginna av Milano), dotter till hertigen av Ferrara Ercole I av Este och Eleonora av Neapel, gift 1491 med Ludovico Sforza, hertig av Milano. Beatrice betraktas som en av de främsta personligheterna under den italienska renässansen som mecenat av konstnärer och som ett kvinnoideal.

## Biografi
Beatrice blev 1491 gift med Sforza i ett dubbelbröllop med sin bror Alfonso d’Este, som samtidigt gifte sig med Anna Sforza, syster till Gian Galeazzo Sforza. Vid sitt bröllop fick hon ett porträtt av sig själv målat av Leonardo da Vinci. 
Hon var högt bildad, och som värdinna för ett av de mest berömda hoven i Italien omgav hon sig med konstnärer som Niccolo da Correggio, Bernardo Castiglione, Bramante och Leonardo da Vinci. 
År 1492 var hon Ludovicos officiella sändebud i Venedig som ett led i en av hans intriger, som framför allt inriktade sig på att bli hertig, en titel han ännu inte formellt hade även om han var Milanos regent i Gian Galeazzo Sforzas ställe. Vid Gian Galeazzos död 1494 blev Ludovico även formellt Milanos hertig. 
Efter slaget vid Fornovo 1495 deltog Beatrice tillsammans med Ludovico i fredskongressen i Vercelli mellan Karl VIII av Frankrike och Italiens monarker. Beatrice ska under kongressen ha gett prov på stor politisk förmåga. Hon dog i barnsäng, vid 21 års ålder.  
Hennes stöd och goda smak anses ha bidragit till uppförandet av flera av epokens mer berömda byggnader i Lombardiet. 